# Kallanakere, Krishnarajpet
Kallanakere là một làng thuộc tehsil Krishnarajpet, huyện Mandya, bang Karnataka, Ấn Độ.